# Nanhyang-dong
Nanhyang-dong (koreanska: 난향동) är en stadsdel i Sydkoreas huvudstad Seoul. Den ligger i stadsdistriktet Gwanak-gu i den sydvästra delen av staden.